# Clifford Robinson
Clifford Ralph Robinson (ur. 16 grudnia 1966 w Buffalo, zm. 29 sierpnia 2020 w Portland) – amerykański koszykarz, grający w lidze NBA na pozycji silnego skrzydłowego. 
Ukończył University of Connecticut. W 1989 został wybrany z numerem 36. w drugiej rundzie draftu NBA przez drużynę Portland Trail Blazers, gdzie, u boku Clyde Drexlera, w latach 1990 i 1992, dwukrotnie dotarł do finałów ligi, obydwa razy przegrywając - z Detroit Pistons oraz z Chicago Bulls.
W 1997 przeniósł się do Phoenix Suns. Po trzech sezonach w Phoenix przeszedł do Detroit Pistons, a następnie w 2003 do Golden State Warriors, i w końcu, w 2005 trafił do New Jersey Nets, gdzie skończył karierę w 2007.
W 1993 zdobył tytuł Najlepszego rezerwowego roku. 
Był najwyższym graczem w historii NBA, który trafił w swojej karierze co najmniej 1000 rzutów za 3 punkty. Z biegiem lat dokonali tego również Dirk Nowitzki oraz Rashard Lewis.

## Konflikt z prawem
W 2001 został aresztowany za posiadanie marihuany oraz prowadzenie pojazdu pod wpływem. W wyniku tego zdarzenia został zawieszony na jedno spotkanie. 
W lutym 2005 został zawieszony na 5 spotkań, jako zawodnik Golden State Warriors, na tyle samo gier zawieszono go także 12 maja 2006, podczas NBA play-offs. W obu przypadkach został ukarany za złamanie przepisów antynarkotykowych.
Pod koniec 2014 został zatrzymany za prowadzenie auta pod wpływem alkoholu, naruszenie przepisów ruchu drogowego, sprowadzenie zagrożenia na pasażera (dziecko). Odmówił badania alkomatem.
W marcu 2019 przeszedł operację w związku z nowotworem. Zmarł 29 sierpnia 2020.

## Osiągnięcia
NCAA
- Mistrz turnieju NIT (1988)[6]
- Zaliczony do[7]:
  - I składu:
    - turnieju NIT (1988)

  - I składu BEC (1989)[8]
  - III składu BEC (1987, 1988)[8]
  - składu stulecia UConn's

NBA
- 2-krotny finalista NBA (1990, 1992)[9]
- Najlepszy rezerwowy sezonu (1993)[8]
- Uczestnik:
  - meczu gwiazd NBA (1994)[8]
  - konkursu rzutów za 3 punkty (1996)[10]
- 2-krotnie zaliczany do II składu defensywnego NBA (2000, 2002)[8]
- Zawodnik tygodnia NBA (7.01.1996)[11]